# The Woman in White (musical)
The Woman in White és un musical d'Andrew Lloyd Webber i David Zippel, amb llibret de Charlotte Jones, basat en la novel·la homònima de Wilkie Collins. Va representar-se a Londres durant 19 mesos, i a Broadway només durant 3, sent un dels musicals de Lloyd Webber que han gaudit de menys èxit. El musical difereix del llibre en diversos aspectes.

## Argument
Mitjanit. Un professor de dibuix, Walter Hartright, que es dirigeix cap a Limmeridge House es troba amb una estranya dona tota vestida de blanc, que sembla que escapa d'algú i que ha de compartir un terrible secret amb ell. L'endemà, Walter es troba amb les seves noves alumnes: Marian Halcombe i la seva mitja germana Laura Fairlie, l'hereva de Limmeridge House. Walter els parla del seu encontre, i decideix resoldre el misteri. Posteriorment, es troba amb la dama de blanc, de nom Anne Catherick, en un cementiri, i li revela el nom de qui la turmenta: Sir Percival Glyde.
Walter i Laura s'enamoren ràpidament. Marian, que també s'ha enamorat en secret de Walter, li informa del compromís de Laura amb Sir Percival Glyde, així com que la seva relació amb Laura ha d'acabar. Ell rep amargament la notícia i decideix marxar cap a Londres. Marian es lamenta, ja que ella també n'està enamorada.
Abans que Walter marxi, arriben, Sir Percival Glyde i el seu amic, el Comte Fosco a per fixar la data del casament a Nadal. Quan Walter li pregunta sobre Anne Catherick, Glyde li diu que està boja. Li diu que la va intentar ajudar, i que ella creu que ell és el seu enemic. Laura dubta en casar-se amb Glyde, però Marian l'encoratja a honorar el desig del seu pare moribund.
Un cop Laura i Glyde estan casats, Marian també es muda cap a Blackwater House, la residència de Glyde. Laura es mostra enutjada cap a Marian, ja que s'ha hagut de casar amb un home que abusa d'ella, i que no vol res més que els seus diners per pagar els seus deutes. Davant d'això, Marian es decideix a alliberar Laura del seu matrimoni.
L'endemà, Glyde mostra un document a Laura perquè el signi, però sense dir-li res sobre el contingut. Laura sospita immediatament i rebutja signar res a cegues. Glyde es mostra furiós, però no la pot forçar a signar el document. Les sospites augmenten. Després que Laura i Marian vegin com Glyde envia a una noia innocent (Anne Catherick) al manicomi, es convencen que tant Glyde com el seu amic italià són uns villans.
Aquell vespre més tard, Marian surt per la cornisa per escoltar a Sir Percival i al Comte Fosco, i escolta el seu pla per robar l'herència Limmeridge. També escolta una mica sobre els seus plans per a Anne Catherick, però a Fosco li sembla que està sent observat abans de dir res. Marxa de la biblioteca per portar a Marian al llit.
Poc després, Marian és despertada pel Comte Fosco, i li diu que Laura caminava en somnis i ha caigut per la finestra. Marian queda molt afectada per la tràgica notícia. Vol revenjar la mort de la seva germana i castigar els que ella creu que són els assassins. El Comte Fosco marxa cap a Londres, i dona a Marian la seva adreça en cas que necessiti res.
Marian marxa cap a Londres a la recerca de Walter Hartright. El descobreix com un pintor pobre que viu a una vella casa. En un inici, ell es mostra enfadat, però després s'uneix a Marian en la recerca del Secret d'Anne Catherick i per revenjar la mort de Laura. Marian creu que la localització d'Anne està en un document que va veure com el Comte Fosco signava la nit que els va espiar.
Van cap a la casa del comte Fosco per veure el document. Allà, Fosco intenta seduir a Marian, però ella li dona allargues. Marian troba el document. El comte Fosco li ofereix una nova vida al continent, però Marian declina i marxa.
Marian i Walter van cap a al manicomi per esbrinar el secret d'Anne Catherick; però quan arriben allà, descobreixen que allà no està Anne, sinó Laura. Laura els explica la conspiració: Sir Percival Glyde posa a Laura al manicomi en lloc d'Anne, assassina Anne i l'enterra a la tomba de Laura. Desesperats, marxen cap a Limmeridge Hoseu per intentar esbrinar el Secret de Mr. Fairlie, que segons sembla en sap més sobre l'Anne Catherick del que diu.
Mentrestant, Sir Percival Glyde ha convençut a Mr. Fairlie perquè li doni l'herència de Limmeridge a ell, ja que estava casat amb Laura. Mr. Fairlie signa el document i Glyde marxa per agafar el tren.
Marian, Laura i Walter arriben a Limmeridge House just després que Glyde hagi marxat. Mr. Fairlie admet que no coneix el Secret, però admet que Anne és realment germana de Laura, i que són idèntiques. Marian el posa al corrent de la conspiració, però tristament, Mr. Fairlie li diu que ja ha signat el document. Els tres corren cap a l'estació per aturar la fugida de Glyde.
Vestida encara amb la roba blanca d'Anne, Laura fa veure que és Anne i diu a Glyde que el turmentarà la resta de l'eternitat si no li diu la veritat sobre el Secret. Vaig ofegar el teu bastard!, exclama ell. Laura llegeix entre línies i descobreix el Secret: Glyde havia violat a Anne, i llançà el nen al Llac Blacwater. Intenta matar a Laura per silenciar-la; però finalment mor atropellat per un tren.
Walter i Laura finalment es casen feliços, Walter va a viure a Limmeridge House, i Marian queda sola i amb el cor trencat.

## Números musicals
| Una estació de tren prop de Limmeridge, Cumberland, Juny de 1870 - "Prologue" - Hartright, Signalman, Anne i Criat Primer Acte --Limmeridge, Cumberland - "I Hope You Like It Here" - Marian, Mr. Fairlie, Hartright i Laura - "Perspective" - Marian, Laura i Hartright - "Trying Not to Notice" - Hartright, Marian i Laura - "I Believe My Heart" - Hartright i Laura - "Lammastide" – Vilatans, Homes, Dones i Nena. - "You See I Am No Ghost" - Anne i Hartright - "Marian tells of the engaement" - Marian i Hartright - "Sir Percival Glyde arrives." - Servant, Glyde, Mr. Fairlie, Marian I Laura - "Foscos arrival" - Fosco i Marian - "A Gift For Living Well" - Fosco, Glyde, Laura, Marian, Mr. Fairlie i Hartright. - "I belieive my Heart (Reprise.)" - Laura i Hartright. - "The Holly and the Ivy" - Congregació i Nena - "Anne Catherick decides to help Laura." - Anne Blackwater House, Hampshire - Marian hears the truth from Laura." - Marian i Laura - "All For Laura" - Marian i Anne - "The Document" - Glyde, Laura, Marian i Fosco - "Act I Finale" - Marian, Laura, Anne, Glyde, Homes i Fosco | Segon Acte--Blackwater House, Hampshire - "If I Could Only Dream This World Away" - Laura i Marian - "Marian on the ledge" - Glyde i Fosco - " Marian's Bedroom." - Fosco i Marian - "The Nightmare" - Fosco, Laura, Anne, Glyde, Hartright, Cors i Marian - "Fosco Tells of Laura's Death/The Funeral/London" - Fosco, Marian, Capellà, Glyde i Mr. Fairlie. Londres - Pobres i Hartright - "Evermore Without You" - Hartright. - "Lost Souls" - Cors, Maria i Connartist - "Marian sees the sketch." - Marian i Pawnbroker - "Marian finds Hartright." - Marian i Hartright. - "If Not For Me For Her" - Marian i Hartright - "Percival gambles the fruits of his success." - Cors, Glyde i Fosco - "You Can Get Away With Anything" - Fosco - "The Seduction" - Fosco i Marian. - "A Gift for living well (Reprise)." - Fosco - ."I can get away with anything." - Fosco - "The Perfect team." - Marian i Hartright. - "The Asylum" - Marian, Hartright i Laura. Limmeridge House - "Back To Limmeridge" - Glyde, Mr. Fairlie, Hartrigth, Marian i Laura Una estació de tren prop de Limmeridge - "Finale" - Glyde, Signalman, Laura, Hartrigth, Marian i Vilatans - "I believe my heart (Reprise 2.)" - Hartright i Laura - "Trying not to notice (Reprise.)" - Marian |

## La producció
West End
L'adaptació musical del llibre s'estrena al West End londinenc, amb música d'Andrew Lloyd Webber, lletres de David Zippel i llibret de Charlotte Jones, adaptat lliurement de la novel·la. Va estrenar-se el 15 de setembre del 2004 al Palace Theatre. La direcció era de Trevor Nunn. La seva escenografia va cridar l'atenció, ja que usava projeccions en lloc d'usar una escenografia tradicional; escenografia que va dividir les opinions de crítica i públic.
Durant el seu primer any a Londres, la producció va rebre diverses crítiques: es va considerar que durava massa estona (els dos actes sumaven 2 hores i 20 minuts, que amb un descans d'un quart d'hora, feia que l'espectacle s'estengués fins a gairebé 3 hores); i van haver problemes amb l'escenografia: les projeccions eren vertiginoses, i la cinta sobre la qual es movien els actors no sempre estava sincronitzada amb les projeccions)
També, a finals de 2004 (quan només feia quatre mesos que rutllava l'espectacle), Michael Crawford va caure malalt, de resultes de l'excessiu suor que li provocava el vestit que havia d'usar per interpretar al grotesc Count Fosco. Entre desembre i fins a inicis de febrer de 2005 va haver de ser substituït pel seu suplent, fins que Michael Ball va agafar el paper. Ball va rebre grans lloances per la seva interpretació, ja que reinventà el personatge i la seva interpretació s'usà com a base per als seus substituts.
El juliol del 2005 es presentà la segona versió, amb pràcticament un repartiment nou. Ruthie Henshall era la nova Marian, i al setembre del 2005, Simon Callow passà a ser el Comte Fosco. La producció va ser rebuda amb més entusiasme, tot i que les crítiques van ser mixtes.
El 20 de gener del 2006 la productora Sonia Friedman i The Really Useful Theatre Company anunciaren que la darrera funció seria el 25 de febrer del 2006, després de 19 mesos i amb 500 funcions realitzades.
Broadway
La producció de Broadway va ser encara més escurçada que la segona versió de Londres. S'estrenà el 17 de novembre de 2005 al Marquis Theatre, rebent unes crítiques negatives. A més, va ser llavors quan a Maria Friedman se li diagnosticà un càncer de pit, tot i que aconseguí estar present a l'estrena.
Per sorpresa, la producció de Broadway es clausurà fins i tot abans que la de Londres, tancant el 19 de febrer del 2006 després de 109 funcions i 20 prèvies. Els productors citaren les absències de Friedman i les crítiques negatives com uns obstacles massa difícils de superar.

## Repartiment original de Londres
| Personatge         | Repartiment original de Londres | Segon repartiment de Londres | Repartiment original de Broadway |
| ------------------ | ------------------------------- | ---------------------------- | -------------------------------- |
| Marian Halcombe    | Maria Friedman                  | Ruthie Henshall              | Maria Friedman                   |
| Count Fosco        | Michael Crawford                | Simon Callow                 | Michael Ball                     |
| Anne Catherick     | Angela Christian                | Elinor Collett               | Angela Christian                 |
| Walter Hartright   | Martin Crewes                   | Damian Humbley               | Adam Brazier                     |
| Laura Fairlie      | Jill Paice                      | Alexandra Silber             | Jill Paice                       |
| Sir Percival Glyde | Oliver Darley                   | Michael Cormick              | Ron Bohmer                       |
| Mr Fairlie         | Edward Petherbridge             | Edward Petherbridge          | Walter Charles                   |

## Premis i nominacions

### Producció original de Londres
| Any  | Premi            | Categoria                                             | nominat                                   | Resultat   |
| ---- | ---------------- | ----------------------------------------------------- | ----------------------------------------- | ---------- |
| 2005 | Laurence Olivier | Millor Musical                                        | Millor Musical                            | nominat    |
| 2005 | Laurence Olivier | Millor Actriu de Musical                              | Maria Friedman                            | nominada   |
| 2005 | Laurence Olivier | Millor Actuació en un Paper de Repartiment de Musical | Michael Crawford                          | nominat    |
| 2005 | Laurence Olivier | Millor Escenografia                                   | William Dudley                            | nominada   |
| 2005 | Laurence Olivier | Millor So                                             |                                           | GUANYADOR  |
| 2005 | Whats on Stage   | Millor Musical                                        | Millor Musical                            | nominat    |
| 2005 | Whats on Stage   | Millor Actriu de Musical                              | Maria Friedman                            | GUANYADORA |
| 2005 | Whats on Stage   | Millor Actor de Musical                               | Martin Crewes                             | nominat    |
| 2005 | Whats on Stage   | Millor Actriu de Repartiment de Musical               | Angela Christian                          | GUANYADORA |
| 2005 | Whats on Stage   | Millor Actor de Repartiment de Musical                | Michael Crawford                          | GUANYADOR  |
| 2005 | Whats on Stage   | Millor Director                                       | Trevor Nunn                               | GUANYADOR  |
| 2005 | Whats on Stage   | Millor Escenografia                                   | Millor Escenografia                       | GUANYADOR  |
| 2005 | Whats on Stage   | Event Teatral de l'Any – Planet Hollywood             | Event Teatral de l'Any – Planet Hollywood | nominat    |

### Producció original de Broadway
| Any  | Premi                      | Categoria                                  | nominat                          | Resultat   |
| ---- | -------------------------- | ------------------------------------------ | -------------------------------- | ---------- |
| 2006 | Premi Tony                 | Millor banda sonora                        | Millor banda sonora              | nominat    |
| 2006 | Premi Outer Critics Circle | Musical de Broadway Més Destacat           | Musical de Broadway Més Destacat | nominat    |
| 2006 | Premi Outer Critics Circle | Actor Secundari en un Musical Més Destacat | Michael Ball                     | nominat    |
| 2006 | Premi Outer Critics Circle | Vestuari Més Destacat                      | Vestuari Més Destacat            | nominat    |
| 2006 | Premi Outer Critics Circle | Il·luminació Més Destacada                 | Il·luminació Més Destacada       | nominat    |
| 2006 | Premi Outer Critics Circle | Escenografia Més Destacada                 | Escenografia Més Destacada       | nominat    |
| 2006 | Premi Theatre World        | Premi Theatre World                        | Maria Friedman                   | GUANYADORA |